# باش‌کوی (چیلدیر)
باش‌کوی (به ترکی استانبولی: Başköy) یک منطقهٔ مسکونی در ترکیه است که در چیلدیر واقع شده‌است.